# Scardamia eucampta
Scardamia eucampta är en fjärilsart som beskrevs av Louis Beethoven Prout 1930. Scardamia eucampta ingår i släktet Scardamia och familjen mätare. Inga underarter finns listade.